# Artur Jędrzejczyk
Artur Marcin Jędrzejczyk (Dębica, 14 november 1987) is een Pools voetballer die doorgaans speelt als rechtsback. In januari 2017 verruilde hij FK Krasnodar voor Legia Warschau. Jędrzejczyk maakte in 2010 zijn debuut in het Pools voetbalelftal.

## Clubcarrière

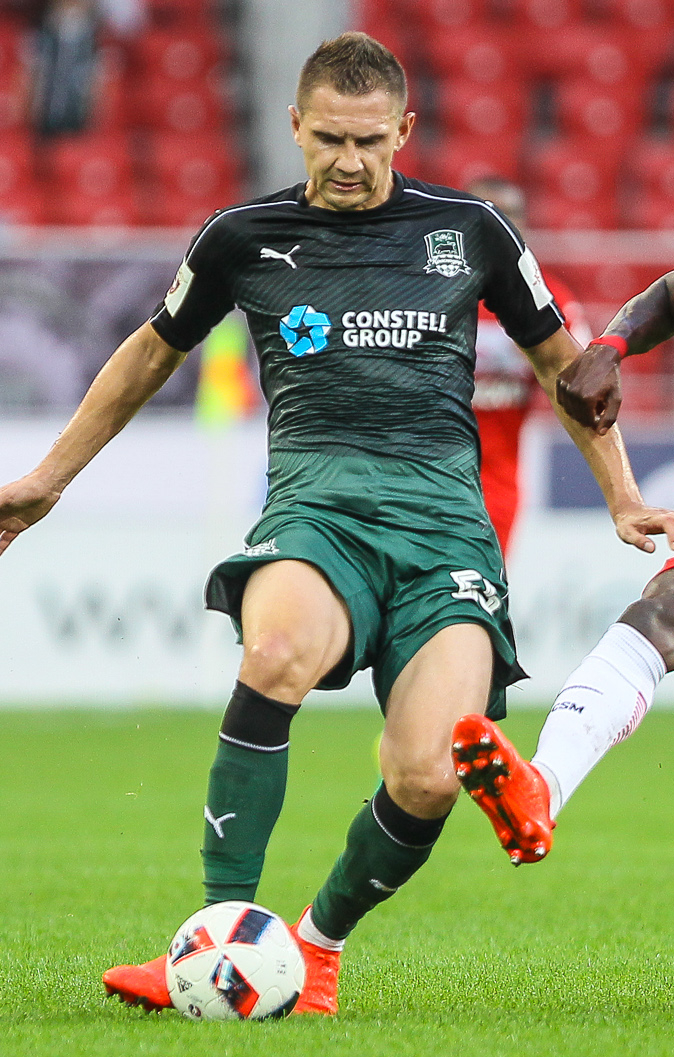
Jędrzejczyk spelend voor Krasnodar

Jędrzejczyk begon zijn carrière bij Legia Warschau, waar hij in het seizoen 2006/07 door wist te breken. Hij veroverde echter geen vaste plaats in het eerste elftal en dus werd hij achtereenvolgens verhuurd aan GKS Jastrzębie, Dolcan Ząbki en Korona Kielce. Na zijn terugkeer bij Legia in 2010 kreeg hij wel een plaats in het eerste elftal en hij wist tevens een basisplaats te veroveren. In de zomer van 2013 maakte de Pool de overstap naar FK Krasnodar, waar hij een driejarige verbintenis ondertekende. Dit contract werd eind 2014 verlengd met twee seizoenen, tot medio 2018. In 2016 werd hij voor een half jaar op huurbasis gestald bij zijn oude club, Legia Warschau. Na zijn terugkeer in Rusland speelde Jędrzejczyk nog dertien competitiewedstrijden, waarna hij in januari 2017 definitief terugkeerde naar Legia.

## Clubstatistieken
| Seizoen | Club             | Competitie   | Competitie | Competitie | Beker | Beker | Internationaal | Internationaal | Totaal | Totaal |
| Seizoen | Club             | Competitie   | Wed.       | Dlp.       | Wed.  | Dlp.  | Wed.           | Dlp.           | Wed.   | Dlp.   |
| ------- | ---------------- | ------------ | ---------- | ---------- | ----- | ----- | -------------- | -------------- | ------ | ------ |
| 2006/07 | Legia Warschau   | Ekstraklasa  | 1          | 0          | 4     | 0     | 0              | 0              | 5      | 0      |
| 2007/08 | GKS Jastrzębie   | I liga       | 23         | 0          | 0     | 0     | —              | —              | 23     | 0      |
| 2008/09 | Dolcan Ząbki     | I liga       | 28         | 2          | 0     | 0     | —              | —              | 28     | 2      |
| 2009/10 | Korona Kielce    | Ekstraklasa  | 11         | 1          | 3     | 0     | —              | —              | 13     | 1      |
| 2010/11 | Legia Warschau   | Ekstraklasa  | 14         | 0          | 1     | 0     | —              | —              | 15     | 0      |
| 2011/12 | Legia Warschau   | Ekstraklasa  | 26         | 0          | 5     | 0     | 10             | 0              | 41     | 0      |
| 2012/13 | Legia Warschau   | Ekstraklasa  | 25         | 2          | 9     | 1     | 5              | 0              | 39     | 3      |
| 2013/14 | FK Krasnodar     | Premjer-Liga | 27         | 1          | 3     | 0     | —              | —              | 30     | 1      |
| 2014/15 | FK Krasnodar     | Premjer-Liga | 14         | 0          | 2     | 0     | 9              | 0              | 25     | 0      |
| 2015/16 | FK Krasnodar     | Premjer-Liga | 6          | 0          | 2     | 0     | 7              | 0              | 15     | 0      |
| 2015/16 | → Legia Warschau | Ekstraklasa  | 16         | 1          | 1     | 0     | —              | —              | 17     | 1      |
| 2016/17 | FK Krasnodar     | Premjer-Liga | 13         | 0          | 0     | 0     | 8              | 1              | 21     | 1      |
| 2016/17 | Legia Warschau   | Ekstraklasa  | 16         | 1          | 0     | 0     | 0              | 0              | 16     | 1      |
| 2017/18 | Legia Warschau   | Ekstraklasa  | 20         | 0          | 5     | 0     | 6              | 0              | 31     | 0      |
| 2018/19 | Legia Warschau   | Ekstraklasa  | 31         | 3          | 3     | 0     | —              | —              | 34     | 3      |
| 2019/20 | Legia Warschau   | Ekstraklasa  | 29         | 0          | 4     | 0     | 8              | 0              | 41     | 0      |
| 2020/21 | Legia Warschau   | Ekstraklasa  | 27         | 0          | 4     | 0     | 4              | 0              | 35     | 0      |
| 2021/22 | Legia Warschau   | Ekstraklasa  | 19         | 0          | 2     | 0     | 12             | 0              | 33     | 0      |
| 2022/23 | Legia Warschau   | Ekstraklasa  | 26         | 0          | 4     | 0     | —              | —              | 29     | 0      |
| 2023/24 | Legia Warschau   | Ekstraklasa  | 21         | 0          | 3     | 0     | 11             | 0              | 35     | 0      |
| 2024/25 | Legia Warschau   | Ekstraklasa  | 13         | 0          | 1     | 0     | 8              | 1              | 22     | 1      |
| Totaal  | Totaal           | Totaal       | 406        | 11         | 56    | 0     | 88             | 2              | 550    | 13     |

Bijgewerkt op 16 juni 2025.

## Interlandcarrière
Zijn debuut in het Pools voetbalelftal maakte Jędrzejczyk op 12 oktober 2010, toen er met 2–2 gelijkgespeeld werd tegen Ecuador. De verdediger mocht in de tweede helft invallen voor Łukasz Piszczek. Ook Hubert Wołąkiewicz (Lechia Gdańsk) debuteerde tijdens dit duel. Zijn eerste interlandtreffer maakte hij tijdens zijn tweede interland op 14 december 2012, tijdens een met 1–4 gewonnen wedstrijd tegen Macedonië. Met Polen nam Jędrzejczyk in juni 2016 deel aan het Europees kampioenschap voetbal 2016 in Frankrijk. Polen werd in de kwartfinale na strafschoppen uitgeschakeld door Portugal (1–1, 3–5). Jakub Błaszczykowski was de enige speler die miste.
In oktober 2022 werd Jędrzejczyk door bondscoach Czesław Michniewicz opgenomen in de Poolse voorselectie voor het WK 2022. Drie weken later werd hij ook opgenomen in de definitieve selectie. Tijdens dit WK werd Polen door Frankrijk uitgeschakeld in de achtste finales nadat in de groepsfase was gelijkgespeeld tegen Mexico, gewonnen van Saoedi-Arabië en verloren van Argentinië. Jędrzejczyk kwam alleen tegen Argentinië in actie. Zijn toenmalige clubgenoot Filip Mladenović (Servië) was ook actief op het toernooi.
| Interlands van Artur Jędrzejczyk voor Polen | Interlands van Artur Jędrzejczyk voor Polen | Interlands van Artur Jędrzejczyk voor Polen | Interlands van Artur Jędrzejczyk voor Polen | Interlands van Artur Jędrzejczyk voor Polen | Interlands van Artur Jędrzejczyk voor Polen |
| №                                           | Datum                                       | Wedstrijd                                   | Uitslag                                     | Competitie                                  | Goals                                       |
| Als speler bij Legia Warschau               | Als speler bij Legia Warschau               | Als speler bij Legia Warschau               | Als speler bij Legia Warschau               | Als speler bij Legia Warschau               | Als speler bij Legia Warschau               |
| ------------------------------------------- | ------------------------------------------- | ------------------------------------------- | ------------------------------------------- | ------------------------------------------- | ------------------------------------------- |
| 1                                           | 12 oktober 2010                             | Ecuador – Polen                             | 2 – 2                                       | Vriendschappelijk                           |                                             |
| 2                                           | 14 december 2012                            | Macedonië – Polen                           | 1 – 4                                       | Vriendschappelijk                           | 63'                                         |
| 3                                           | 2 februari 2013                             | Polen – Roemenië                            | 4 – 1                                       | Vriendschappelijk                           |                                             |
| 4                                           | 4 juni 2013                                 | Polen – Liechtenstein                       | 2 – 0                                       | Vriendschappelijk                           |                                             |
| 5                                           | 7 juni 2013                                 | Moldavië – Polen                            | 1 – 1                                       | WK 2014 kwalificatie                        |                                             |
| Als speler bij FK Krasnodar                 |                                             |                                             |                                             |                                             |                                             |
| 6                                           | 14 augustus 2013                            | Polen – Denemarken                          | 3 – 2                                       | Vriendschappelijk                           |                                             |
| 7                                           | 6 september 2013                            | Polen – Montenegro                          | 1 – 1                                       | WK 2014 kwalificatie                        |                                             |
| 8                                           | 10 september 2013                           | San Marino – Polen                          | 1 – 5                                       | WK 2014 kwalificatie                        |                                             |
| 9                                           | 11 oktober 2013                             | Oekraïne – Polen                            | 1 – 0                                       | WK 2014 kwalificatie                        |                                             |
| 10                                          | 15 oktober 2013                             | Engeland – Polen                            | 2 – 0                                       | WK 2014 kwalificatie                        |                                             |
| 11                                          | 15 november 2013                            | Polen – Slowakije                           | 0 – 2                                       | Vriendschappelijk                           |                                             |
| 12                                          | 11 oktober 2014                             | Polen – Duitsland                           | 2 – 0                                       | EK 2016 kwalificatie                        |                                             |
| 13                                          | 14 oktober 2014                             | Polen – Schotland                           | 2 – 2                                       | EK 2016 kwalificatie                        |                                             |
| 14                                          | 14 november 2014                            | Georgië – Polen                             | 0 – 4                                       | EK 2016 kwalificatie                        |                                             |
| 15                                          | 18 november 2014                            | Polen – Zwitserland                         | 2 – 2                                       | Vriendschappelijk                           | 45+1'                                       |
| 16                                          | 17 november 2015                            | Polen – Tsjechië                            | 3 – 1                                       | Vriendschappelijk                           |                                             |
| Als speler bij Legia Warschau               |                                             |                                             |                                             |                                             |                                             |
| 17                                          | 26 maart 2016                               | Polen – Finland                             | 5 – 0                                       | Vriendschappelijk                           |                                             |
| 18                                          | 1 juni 2016                                 | Polen – Nederland                           | 1 – 2                                       | Vriendschappelijk                           | 60'                                         |
| 19                                          | 6 juni 2016                                 | Polen – Litouwen                            | 0 – 0                                       | Vriendschappelijk                           |                                             |
| 20                                          | 12 juni 2016                                | Polen – Noord-Ierland                       | 3 – 0                                       | EK 2016                                     |                                             |
| 21                                          | 16 juni 2016                                | Duitsland – Polen                           | 0 – 0                                       | EK 2016                                     |                                             |
| 22                                          | 21 juni 2016                                | Oekraïne – Polen                            | 0 – 1                                       | EK 2016                                     |                                             |
| 23                                          | 25 juni 2016                                | Zwitserland – Polen                         | 1 – 1 (4 – 5 n.s.)                          | EK 2016                                     |                                             |
| 24                                          | 30 juni 2016                                | Polen – Portugal                            | 1 – 1 (3 – 5 n.s.)                          | EK 2016                                     |                                             |
| Als speler bij FK Krasnodar                 |                                             |                                             |                                             |                                             |                                             |
| 25                                          | 8 oktober 2016                              | Polen – Denemarken                          | 3 – 2                                       | WK 2018 kwalificatie                        |                                             |
| 26                                          | 11 oktober 2016                             | Polen – Armenië                             | 2 – 1                                       | WK 2018 kwalificatie                        |                                             |
| 27                                          | 11 november 2016                            | Roemenië – Polen                            | 0 – 3                                       | WK 2018 kwalificatie                        |                                             |
| 28                                          | 14 november 2016                            | Polen – Slovenië                            | 1 – 1                                       | Vriendschappelijk                           |                                             |
| Als speler bij Legia Warschau               |                                             |                                             |                                             |                                             |                                             |
| 29                                          | 26 maart 2017                               | Montenegro – Polen                          | 1 – 2                                       | WK 2018 kwalificatie                        |                                             |
| 30                                          | 10 mei 2017                                 | Polen – Roemenië                            | 3 – 1                                       | WK 2018 kwalificatie                        |                                             |
| 31                                          | 1 september 2017                            | Denemarken – Polen                          | 4 – 0                                       | WK 2018 kwalificatie                        |                                             |
| 32                                          | 10 november 2017                            | Polen – Uruguay                             | 0 – 0                                       | Vriendschappelijk                           |                                             |
| 33                                          | 13 november 2017                            | Polen – Mexico                              | 0 – 1                                       | Vriendschappelijk                           |                                             |
| 34                                          | 23 maart 2018                               | Polen – Nigeria                             | 0 – 1                                       | Vriendschappelijk                           |                                             |
| 35                                          | 27 maart 2018                               | Polen – Zuid-Korea                          | 3 – 2                                       | Vriendschappelijk                           |                                             |
| 36                                          | 12 juni 2018                                | Polen – Litouwen                            | 4 – 0                                       | Vriendschappelijk                           |                                             |
| 37                                          | 28 juni 2018                                | Japan – Polen                               | 0 – 1                                       | WK 2018                                     |                                             |
| 38                                          | 11 oktober 2018                             | Polen – Portugal                            | 2 – 3                                       | Nations League 2018/19                      |                                             |
| 39                                          | 14 oktober 2018                             | Polen – Italië                              | 0 – 1                                       | Nations League 2018/19                      |                                             |
| 40                                          | 19 november 2019                            | Polen – Slovenië                            | 3 – 2                                       | EK 2020 kwalificatie                        |                                             |
| 41                                          | 30 november 2022                            | Polen – Argentinië                          | 0 – 2                                       | WK 2022                                     |                                             |

Bijgewerkt op 16 juni 2025.

## Erelijst
| Ekstraklasa   | 6 | 2012/13, 2015/16, 2016/17, 2017/18, 2019/20, 2020/21         |
| Puchar Polski | 7 | 2010/11, 2011/12, 2012/13, 2015/16, 2017/18, 202/23, 2024/25 |